# Robert Hood

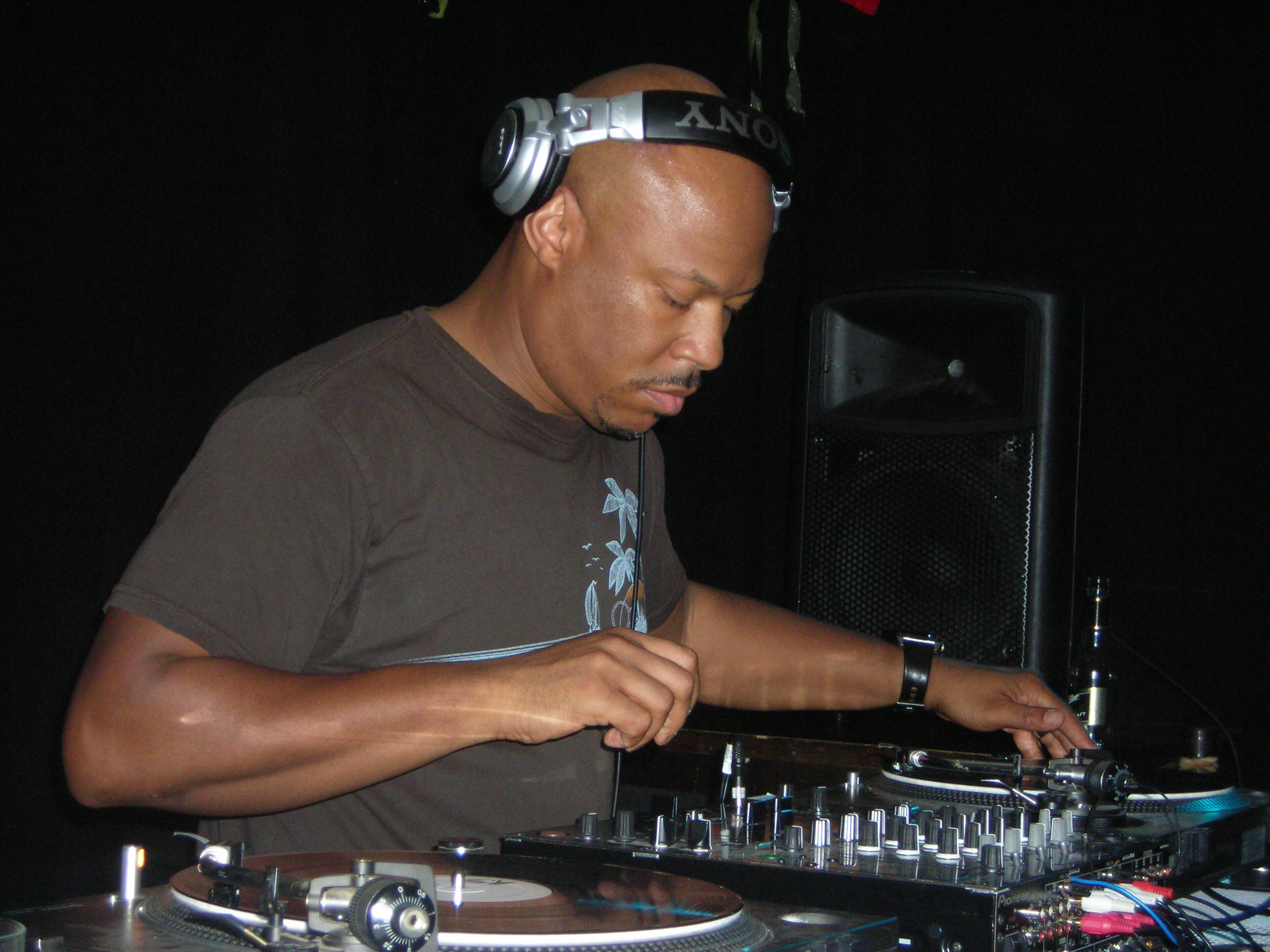
Robert Hood 2009

Robert Hood (* 1965 in Detroit, Michigan; auch bekannt unter den Namen Monobox, The Visionist, inner sanctum, mathematic assassins oder FLOORPLAN) ist ein US-amerikanischer Techno-DJ und -Produzent. Er gilt als Urvater des Minimal Techno. Als Mitglied der legendären Underground Resistance haben seine Eigenproduktionen zudem die Stilrichtung Detroit Techno mitgeprägt. 
Mitte der 1960er in Detroit geboren, musste Robert Hood im Alter von sechs Jahren miterleben, wie sein Vater umgebracht wurde. Er selbst überlebte nur mit sehr viel Glück. Hood fand vor allem in der Musik Zuflucht und Trost. Soul, Funk, Electro Funk, Disco und Hip-Hop begleiteten ihn bis ins Teenager-Alter.
Später hörte er zum ersten Mal die frühen Techno-Produktionen von Derrick May und Hood entschloss sich, sein eigenes Musik-Equipment zu kaufen. Auf seinem ersten Demo-Tape rappte er über selbst-produzierten Rhythmen. Das Tape fiel Mike Banks in die Hände, der gerade dabei war, mit Jeff Mills das Musikprojekt und Label Underground Resistance zu gründen. Banks gefiel Hoods Musik und holte ihn ins Team. Anfangs war Hood als MC bei Auftritten von Underground Resistance tätig, später wurde er schließlich Mitglied. Zwischen 1990 und 1992 entstanden einige Produktionen, die innerhalb der Techno-Szene legendär wurden und noch heute einen besonderen Status einnehmen. Dazu gehörte auch eine Reihe von Veröffentlichungen auf dem Label Tresor Records, die der Anfang der Berliner Detroit-Verbindung waren. 1992 verließ Jeff Mills und darauf Hood selbst Underground Resistance.
Mit 1994 legte Hood mit seinen Alben Internal Empire und Minimal Nation sowie durch die Gründung seines eigenen Plattenlabels M-Plant einen wichtigen Grundstein für die Stilrichtung Minimal Techno. Heute gilt er als einer der Urväter dieses musikalischen Genres.
1995 erlangte er durch die Vermischung von Techno und Jazz erneut viel Aufmerksamkeit.